# Leninlaan (Jakoetsk)
De Leninlaan is de hoofdstraat van Jakoetsk in Rusland. De weg loopt door drie districten - Centrum, Oktyabrsky en Avtodorozhnyy - en verbindt, over een lengte van 2,9 km, de Khabarov Straat met de Krasnoyarov Straat. 

## Beschrijving
De Leninlaan begint aan Khabarov Straat in de buurt van de rivier de Lena, loopt door het centrum en eindigt in de buurt van de Seminarie-Kathedraal. Het gedeelte van de Khabarovsk Straa tot aan het Dzerzhinsky-plein loopt westwaarts; van dit plein tot het Druzhby-plein loopt de laan zuidwestwaarts en uiteindelijk zuidwaarts tot het einde aan Krasnoyarov Straat.
De laan heeft veertien kruispunten en vier rijstroken met een gemiddelde wegbreedte van 14 meter.

## Historiek
De Leninlaan werd aangelegd in de 18e eeuw. Destijd was de naam Irkoetsk Tract. De laan lag midden in het centrum en was de langste en breedste van alle straten in Jakoetsk. Begin 20e eeuw werd de laan hernoemd naar Grote Straat omdat de ambtswoning van de gouverneur van de tsaar er zich bevond. Ze wijzigde nog driemaal van naam. Na de Februarirevolutie heette ze vanaf 1918 Februarirevolutielaan. In 1924 heette ze Oktoberrevolutielaan omwille van de Oktoberrevolutie. In 1962 kwam de naam Leninlaan in voege.
In 2021-2022 werd de Leninlaan heraangelegd. De grote reparaties werden uitgevoerd in het kader van de uitvoering van het nationale Project "Veilige wegen van hoge kwaliteit". De kosten bedroegen een recordbedrag van 1,5 miljard roebel. Het stadsbestuur beloofde dat de werkzaamheden in september 2022 zouden zijn voltooid, maar in november 2022 heropenden ze slechts het deel tussen de Kalandarishvili Straat en de Kurashova Straat. Vanaf september 2023 is het mogelijk om langs de hele hoofdstraat van de hoofdstad te rijden.

## Vervoer
Aan de volgende plaatsen zijn er haltes van het openbaar vervoer:
- 'Sociale zekerheid'
- Centrale Bioscoop
- Leninplein
- "Vriendschapsplein"
- Bioscoop "Lena"
- Krasnojarov Straat.